# Gerontocràcia
Una gerontocràcia és una forma de govern oligàrquica en què el poder recau sobre els ancians de la població. Sovint l'estructura política permet que el poder de la classe governant augmenti amb l'edat, de manera que el més vell és el que té més poder. Així els sistemes que posen una edat mínima (diferent a la majoria d'edat) per assolir un càrrec són gerontacràtics, encara que el càrrec sigui elegit democràticament o hereditari. L'Antiga Grècia va justificar teòricament aquesta preferència: els vells no estan tan subjectes a la passió i, per tant, poden ser més justos i racionals en les decisions que afectin al conjunt dels ciutadans i a més a més acumulen experiència a la vida. Els orígens es poden situar en èpoques remotes; ja al final del Neolític a les comunitats sedentàries a la vall del Nil els ancians controlaven els joves que sortien de la seva comunitat per establir-se en una de nova aprofitant nous recursos naturals.